# Myosorex jejei
Myosorex jejei és una espècie d'eulipotifle de la família de les musaranyes (Soricidae). Viu a Burundi i la República Democràtica del Congo. Pertany a un grup d'espècies que es caracteritza per tenir el cap estret en forma d'hexàgon, la cua llarga i les urpes curtes. Ocupa hàbitats montans i sol trobar-se a altituds superiors a 1.000 msnm. El seu nom específic, jejei, fou escollit en honor de Jeje Songo Bululu.